# Aleksej Sergejevitsj Oevarov

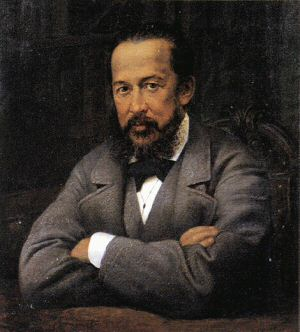
Aleksej Sergejevitsj Oevarov

Graaf Aleksej Sergejevitsj Oevarov (Russisch: Алексей Сергеевич Уваров; Sint-Petersburg, 28 februari 1825 – Moskou, 29 december 1884) was een Russische archeoloog. Hij wordt vaak beschouwd als de grondlegger van de studie der Russische prehistorie.

## Biografie
Oevarov was de zoon van Sergej Semjonovitsj Oevarov, een invloedrijke minister van onderwijs in het Russische Keizerrijk. Al op jonge leeftijd leerde hij vooraanstaande Russische geschiedkundigen als Michail Pogodin en Timofej Granovski kennen. Oevarov studeerde aan de universiteiten van Sint-Petersburg, Berlijn  en Heidelberg. Na zijn vaders dood stichtte hij in 1857 de Oevarov-prijs in diens nagedachtenis, door de Russische Academie van Wetenschappen uit te reiken aan verdienstelijke schrijvers en historici.
Hij begon met veldonderzoek in Rostov, Vladimir, Tsjernigov en andere centra van de Kievse Roes. Vanaf 1854 onderzocht hij de Varjaags - Merjaanse nederzetting van Sarskoje gorodisjtsje. De resultaten publiceerde hij als "De Merja en hun levenswijze als getoond door Koergan-opgravingen". Daaropvolgende expedities brachten hem naar Pontisch Olbia, de Krim en Scythisch Neapolis.
Oevarov was van groot belang in de geschiedenis van de Russische Archeologische Sociëteit. In 1864 richtte hij de Moskouse Archeologische Sociëteit op, waarvan hij tot zijn dood de voorzitter was. Iedere drie jaar kwam de vereniging bijeen in een historisch belangrijke Russische stad. Ook hielp hij bij de oprichting van het Nationaal Historisch Museum, met als doel het nationale bewustzijn te versterken.
Hoewel zijn oordeel niet altijd juist bleek en zijn onderzoeksmethoden naar huidige standaarden nog amateuristisch lijken, bevorderde Oevarovs werk in grote mate de kennis van de pre-Slavische culturen van Europees Rusland. Het tweedelige "Russische archeologie in de prehistorische periode" bevat zijn omlijning van de prehistorie van Oost-Europa.
- Gemeinsame Normdatei: 133529495
- International Standard Name Identifier: 0000 0001 1562 7920
- Library of Congress Control Number: n93021376
- Nationale Bibliotheek van Tsjechië: js2009500749
- Nederlandse Thesaurus van Auteursnamen: 128661720
- Système universitaire de documentation: 079720811
- Virtual International Authority File: 658145858093323021827
- WorldCat: E39PBJgRMxXTwKGYPWBQ4pT8md